# Bunchosia petenensis
Bunchosia petenensis är en tvåhjärtbladig växtart som beskrevs av Cyrus Longworth Lundell. Bunchosia petenensis ingår i släktet Bunchosia och familjen Malpighiaceae. Inga underarter finns listade i Catalogue of Life.